# Ксаверовка (Липовецкий район)
Ксаверовка (укр. Ксаверівка) — посёлок, входит в Липовецкий район Винницкой области Украины.
Население по переписи 2001 года составляло 11 человек. Почтовый индекс — 22522. Телефонный код — 4358. Занимает площадь 0,12 км². Код КОАТУУ — 522280705.

## Местный совет
22522, Вінницька обл., Липовецький р-н, с. Вербівка, вул. Маяковського, 27